# Gaucelmus
Gaucelmus es un género de arañas araneomorfas de la familia Nesticidae. Se encuentra en Norteamérica.

## Lista de especies
Según The World Spider Catalog 12.0:
- Gaucelmus augustinus (Keyserling, 1884) — Norteamérica y América central
- Gaucelmus calidus (Gertsch, 1971) — México, Guatemala
- Gaucelmus cavernicola (Petrunkevitch, 1910) — Jamaica
- Gaucelmus pygmaeus (Gertsch, 1984) — Panamá
- Gaucelmus strinatii (Brignoli, 1979) — Guatemala
- Gaucelmus tropicus (Gertsch, 1984) — Panamá